# Contea di Barnstable
La contea di Barnstable, Barnstable County in inglese, è una contea dello Stato del Massachusetts negli Stati Uniti d'America. La contea, il cui territorio corrisponde a quello della penisola di Capo Cod, ha come capoluogo Barnstable.
La popolazione al censimento del 2000 era di 222.230 abitanti, 221.151 secondo una stima del 2009.

## Geografia fisica
La contea confina a nord-ovest con la contea di Plymouth; a nord ed a ovest è bagnata dalla baia di Capo Cod; ad est si affaccia sull'Atlantico; a sud si affaccia sul Nantucket Sound; a sud-ovest ha un confine marino con la contea di Dukes ed a ovest si affaccia sulla baia di Buzzards.
Il territorio corrisponde in larga parte a quello della penisola di Capo Cod. Con la costruzione del canale di Capo Cod, nel 1914, è stato tagliato l'istmo che collegava la penisola al continente rendendola di fatto un'isola.
Il territorio è pianeggiante e ricco di laghi e di stagni. Se ne contano oltre 360. Le coste sono basse e sabbiose. La penisola ha numerose baie e porti naturali.
Il capoluogo di contea è la città di Barnstable, posta in prossimità della baia omonima. Nel sud è situata la città di Falmouth. All'estremità settentrionale della penisola di Capo Cod è posta la storica cittadina di Provincetown. Altri centri importanti sono Yarmouth, Sandwich (primo insediamento europeo della contea nel 1637) e Woods Hole.

### Aree protette
Nella contea si trovano diverse aree protette, tra cui Cape Cod National Seashore istituita nel 1961.

## Storia
I nativi che abitavano l'area erano i Nauset e gli Wampanoag. La contea è stata istituita nel giugno 1685 come parte della colonia di Plymouth, ma i confini attuali sono stati tracciati nel 1707.
Mentre altre contee del Massachusetts hanno negli anni recenti ceduto le proprie funzioni amministrative allo Stato, la contea di Barnstable ha adottato nel 1988 la Barnstable County Home Rule Charter, che ha permesso la creazione di un organo legislativo che emette ordinanze amministrative.

## Comuni
- Barnstable - city
- Bourne - town
- Brewster - town
- Chatham - town
- Dennis - town
- Eastham - town
- Falmouth - town
- Harwich - town
- Mashpee - town
- Orleans - town
- Provincetown - town
- Sandwich - town
- Truro - town
- Wellfleet - town
- Yarmouth - town

### Census-designated place
- Buzzards Bay - nel territorio di Bourne
- Monument Beach - nel territorio di Bourne
- Pocasset - nel territorio di Bourne
- Sagamore - nel territorio di Bourne
- West Chatham - nel territorio di Chatham
- Dennis Port - nel territorio di Dennis
- East Dennis - nel territorio di Dennis
- South Dennis - nel territorio di Dennis
- West Dennis - nel territorio di Dennis
- Youthmore Port - nei territori di Dennis e Yarmouth
- North Eastham - nel territorio di Eastham
- East Falmouth - nel territorio di Falmouth
- North Falmouth - nel territorio di Falmouth
- West Falmouth - nel territorio di Falmouth
- Woods Hole - nel territorio di Falmouth

- East Harwich - nel territorio di Harwich
- Harwich Center - nel territorio di Harwich
- Harwich Port - nel territorio di Harwich
- West Harwich - nel territorio di Harwich
- Mashpee Neck - nel territorio di Mashpee
- Monomoscoy Island - nel territorio di Mashpee
- New Seabury - nel territorio di Mashpee
- Popponesset - nel territorio di Mashpee
- Popponesset Island - nel territorio di Mashpee
- Seabrook - nel territorio di Mashpee
- Seconsett Island - nel territorio di Mashpee
- East Sandwich - nel territorio di Sandwich
- Forestdale - nel territorio di Sandwich
- South Yarmouth - nel territorio di Yarmouth
- West Yarmouth - nel territorio di Yarmouth